# Dolmen de la Pierre Martine
Der Dolmen de la Pierre Martine, seit 1889 als Monument historique klassifiziert, liegt im Regionalen Naturpark Causses du Quercy (französisch Parc naturel régional des Causses du Quercy), südlich der Straße D 802, bei Livernon im Département Lot in Südfrankreich. Dolmen ist in Frankreich der Oberbegriff für Megalithanlagen aller Art (siehe: Französische Nomenklatur).
Mit seiner für die Region typischen großen Deckenplatte von 7,1 m Länge, im Mittel 2,3 m Breite, 0,55 m Dicke und einem Gewicht von etwa 22 Tonnen ist er der größte der „Dolmens du Quercy“, die zu den Dolmen des Midi gehören. Die von Erosion zerfurchte Platte ruht auf zwei Tragsteinen, die die Endsteine der Kammer bilden. Die 1948 zerbrochene Deckenplatte wurde 1966 durch Betonpfeiler abgestützt. Die Platte bedeckt einen großen Raum und die im Westen gelegene Kammer. Sie wird seitlich durch Platten von 4,9 m und 4,25 m Länge begrenzt. Der Dolmen wurde von einem Grabhügel von 30 mal 15 m bedeckt, von dem nahezu nichts erhalten ist.
200 m südlich liegt eine Karstlandschaft, deren Oberfläche durch tiefe Karren gegliedert ist. Die französisch Lapiaz genannten Karren sind eine geologische Form, die auf Kalkstein- und Dolomitoberflächen durch Regenwasser erzeugt wird.
La Pierre Martine war Teil der Dolmengruppe von Boyme (benannt nach dem benachbarten Weiler). Ein jetzt zerstörter Dolmen befand sich 7 m nördlich. Seine Tragsteine waren 3,0 bis 3,5 m lang und sein Deckstein war in sechs Teile zerbrochen. Die beiden Dolmen hatten die gleiche Orientierung. Der Tumulus muss wahrscheinlich aufgrund der Hinzufügung eines Satellitentumulus auf 30 × 15 m verlängert worden sein. 

## Der Steinbruch
Etwa 200 m südlich und tiefer gelegen, liegt der Kalksteinbruch, aus dem die Platten stammen, die für den Bau der Dolmen verwendet wurden. Die Oberfläche ist in natürlich entstandene regelmäßige Rechtecke unterteilt. 

Der Steinbruch
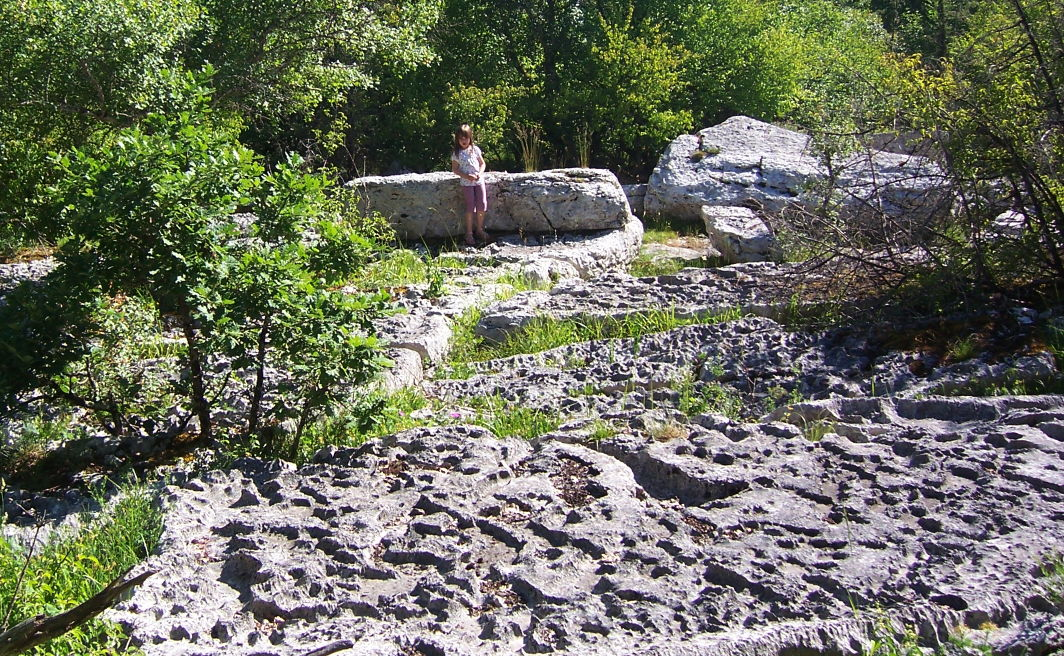
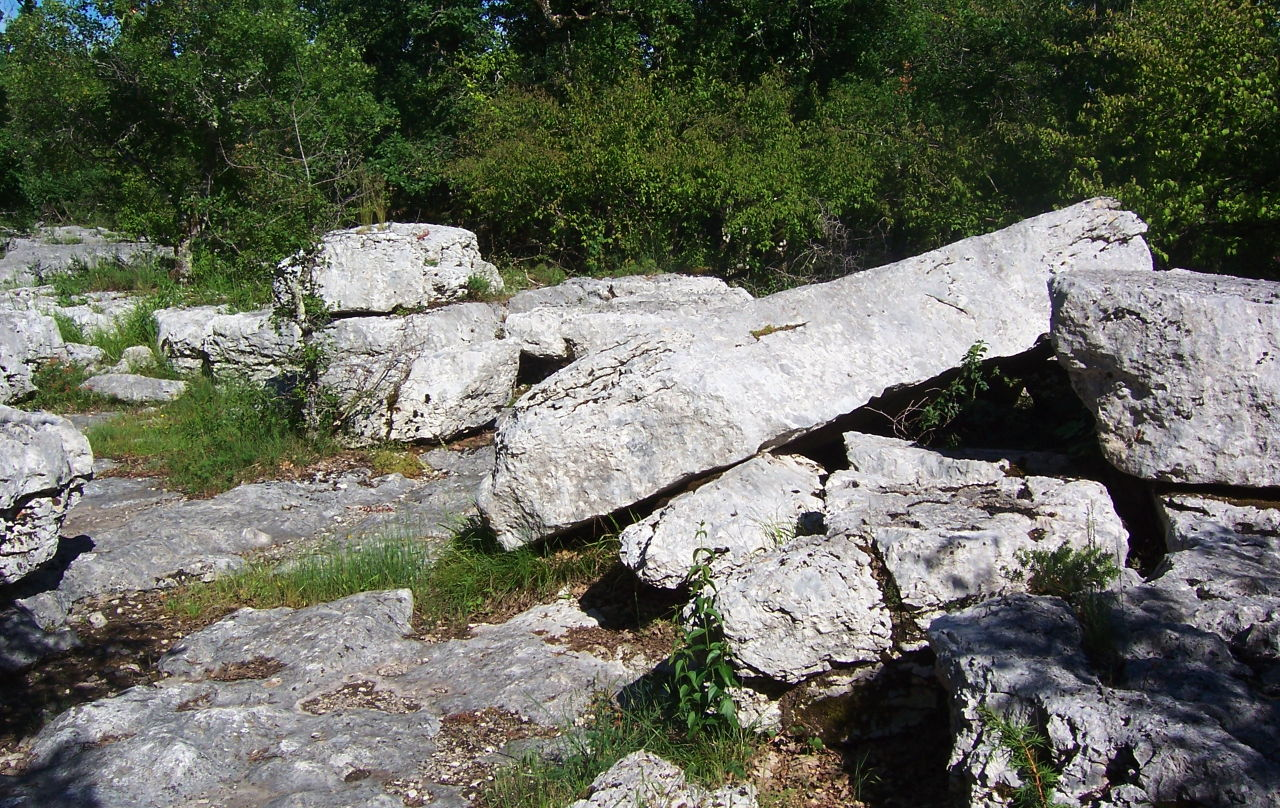
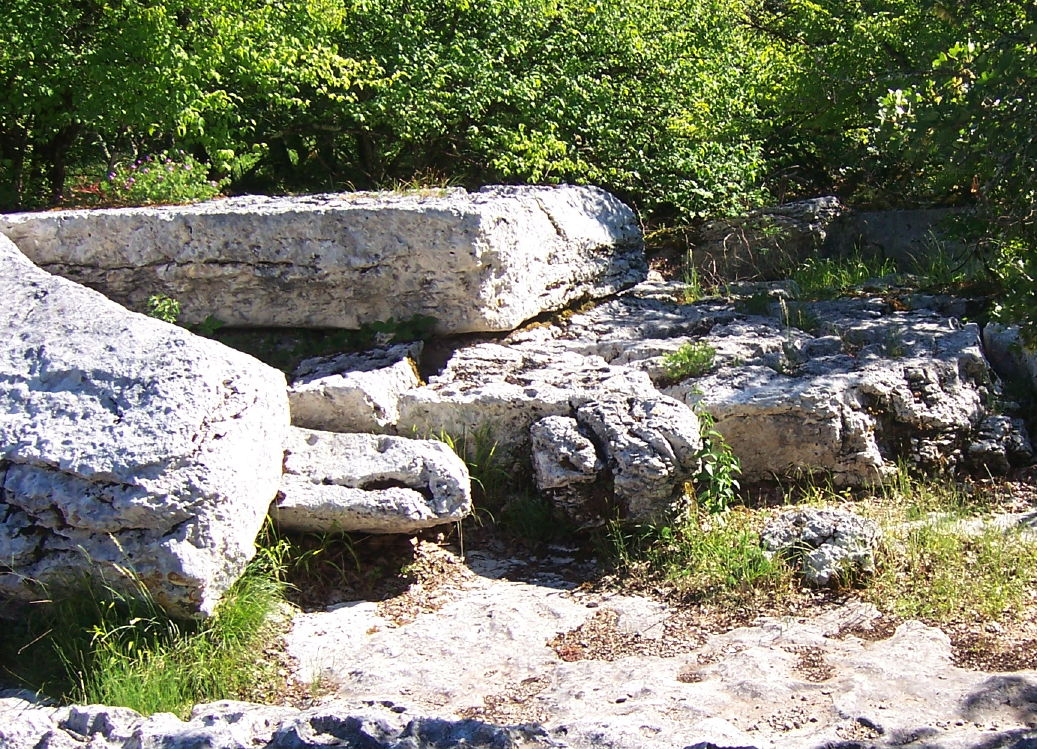

Pierre Martin ist auch das Pseudonym eines deutschen Schriftstellers.